# Stefano Tacconi
Stefano Tacconi (født 13. maj 1957 i Perugia, Italien) er en tidligere italiensk fodboldspiller, som var målmand for bl.a. Avellino, Juventus og Genoa.
Han opvoksede i Spoleto og efter en kort afstikker til Inter, hvor han dog aldrig kom til at spille, indledte han sin professionalle karriere hos Sambenedettese. 
I 1980/81 fik han sin debut i Serie A for Avellino. Her spillede han med succes i tre sæsoner, inden storklubben Juventus FC fik øjnene op for ham og hyrede ham som afløser for legendariske Dino Zoff, som indstillede karrieren i sommeren 1983. 
Hos de zebrastribede fra Torino opnåede Tacconi store triumfer. Han vandt to italienske mesterskaber, to pokalfinaler og nåede at vinde alt hvad vindes kan i international klubfodbold: en Europa Cup for Mesterhold, en Pokalvindernes Europa Cup, en Uefa Cup, et VM for klubhold og en europæisk Super Cup. Kun fire spillere udover Tacconi har vundet samtlige internationale titler for klubhold!
Han nåede også 6 landskampe, men stod i skyggen af Inters Walter Zenga, der flere gange blev kåret til verdens bedste målmand. Tacconi var dog reservemålmand for Italien ved VM i Italien i 1990 og var førstemålmand under OL i Seul i 1988, hvor Italien blev nr. 4.
I 1992 forlod han Juventus efter at den unge fremadstormende Angelo Peruzzi med en række fremragende præstationer slog ham af holdet. Tacconi afsluttede sin karriere med et par sæsoner i Genoa. 
Tacconi har altid været en kontroversiel person udenfor banen, en lettere anarkistisk spasmager, som tager gas på alt og alle. I 1999 stillede han op for Alleanza Nazionale, et meget højredrejet parti, til valget til Europaparlamentet. Men han blev dog ikke valgt ind. Senere har han uden held ligeledes forsøgt at komme ind i Milanos byråd. 
I 2003 var Tacconi med i den italienske udgave af Robinson. Men blev som den allerførste stemt hjem efter at være raget uklar med flere af de øvrige ø-boere.